# 배드 걸 (음악가)
배드 걸(Bad Gyal, 1997년 3월 7일 ~ )은 스페인의 가수, 작곡가, DJ, 모델이다. 2016년, 리한나의 싱글 "Work"를 카탈루냐어로 번안해 부르면서 처음으로 이름을 알렸다. 2019년 싱글 "Alocao"를 통해 스페인 싱글 차트 1위를 했다.

## 음반 목록

### 정규 음반
- La joia (2024)

### 믹스테잎
- Slow Wine Mixtape (2016)
- Worldwide Angel (2018)

### EP
- Warm Up (2021)
- Sound System: The Final Releases (2021)